# Szent Mihály és Gábriel arkangyalok fatemplom (Forgácskút)
A forgácskúti Szent Mihály és Gábriel arkangyalok fatemplom műemlékké nyilvánított épület Romániában, Kolozs megyében. A romániai műemlékek jegyzékében a  CJ-II-m-B-07780 sorszámon szerepel.